# Campionati europei di hockey su pista 1990
I Campionati Europei 1990 furono la 39ª edizione dei campionati europei di hockey su pista; la manifestazione venne disputata in Italia a Lodi dal 8 al 15 settembre 1990.

La competizione fu organizzata dalla Comité Européen de Rink-Hockey.

Il torneo fu vinto dalla nazionale italiana per la 2ª volta nella sua storia.

## Città ospitanti e impianti sportivi
| CITTÀ | IMPIANTO        | CAPIENZA |
| Lodi  | PalaCastellotti | 2.800    |

## Svolgimento del torneo

### Risultati
| Lodi settembre 1990 | Francia | 13 – 1 | Germania Est | PalaCastellotti |

| Lodi settembre 1990 | Francia | 2 – 2 | Germania Ovest | PalaCastellotti |

| Lodi settembre 1990 | Francia                     | 6 – 1 | Inghilterra | PalaCastellotti\| Arbitro: \| Mario Del Carlo Eric Girard \| |
| Arbitro:            | Mario Del Carlo Eric Girard |       |             |                                                              |

| Lodi settembre 1990 | Francia | 2 – 8 | Italia | PalaCastellotti |

| Lodi settembre 1990 | Francia | 2 – 3 | Paesi Bassi | PalaCastellotti |

| Lodi settembre 1990 | Francia | 0 – 12 | Portogallo | PalaCastellotti |

| Lodi settembre 1990 | Francia                    | 0 – 12 | Spagna | PalaCastellotti\| Arbitro: \| Udo Schaffhofer Gary Black \| |
| Arbitro:            | Udo Schaffhofer Gary Black |        |        |                                                             |

| Lodi settembre 1990 | Francia | 4 – 4 | Svizzera | PalaCastellotti |

| Lodi settembre 1990 | Germania Est | 3 – 14 | Germania Ovest | PalaCastellotti |

| Lodi settembre 1990 | Germania Est | 4 – 4 | Inghilterra | PalaCastellotti |

| Lodi settembre 1990 | Germania Est | 0 – 26 | Italia | PalaCastellotti |

| Lodi settembre 1990 | Germania Est | 2 – 21 | Paesi Bassi | PalaCastellotti |

| Lodi settembre 1990 | Germania Est | 2 – 25 | Portogallo | PalaCastellotti |

| Lodi settembre 1990 | Germania Est | 2 – 35 | Spagna | PalaCastellotti |

| Lodi settembre 1990 | Germania Est | 3 – 18 | Svizzera | PalaCastellotti |

| Lodi settembre 1990 | Germania Ovest | 6 – 2 | Inghilterra | PalaCastellotti |

| Lodi settembre 1990 | Germania Ovest | 0 – 2 | Italia | PalaCastellotti |

| Lodi settembre 1990 | Germania Ovest | 0 – 3 | Paesi Bassi | PalaCastellotti |

| Lodi settembre 1990 | Germania Ovest              | 1 – 2 | Portogallo | PalaCastellotti\| Arbitro: \| Van Lieshout Alfons Mestres \| |
| Arbitro:            | Van Lieshout Alfons Mestres |       |            |                                                              |

| Lodi settembre 1990 | Germania Ovest | 1 – 13 | Spagna | PalaCastellotti |

| Lodi settembre 1990 | Germania Ovest | 1 – 2 | Svizzera | PalaCastellotti |

| Lodi settembre 1990 | Inghilterra | 0 – 15 | Italia | PalaCastellotti |

| Lodi settembre 1990 | Inghilterra | 1 – 6 | Paesi Bassi | PalaCastellotti |

| Lodi settembre 1990 | Inghilterra | 0 – 21 | Portogallo | PalaCastellotti |

| Lodi settembre 1990 | Inghilterra | 0 – 16 | Spagna | PalaCastellotti |

| Lodi settembre 1990 | Inghilterra | 2 – 6 | Svizzera | PalaCastellotti |

| Lodi settembre 1990 | Italia | 10 – 2 | Paesi Bassi | PalaCastellotti |

| Lodi settembre 1990 | Italia                    | 6 – 1 | Portogallo | PalaCastellotti\| Arbitro: \| Alfons Mestres Gary Black \| |
| Arbitro:            | Alfons Mestres Gary Black |       |            |                                                            |

| Lodi settembre 1990 | Italia | 3 – 1 | Spagna | PalaCastellotti |

| Lodi settembre 1990 | Italia | 6 – 1 | Svizzera | PalaCastellotti |

| Lodi settembre 1990 | Paesi Bassi                 | 4 – 13 | Portogallo | PalaCastellotti\| Arbitro: \| Mario Del Carlo Eric Girard \| |
| Arbitro:            | Mario Del Carlo Eric Girard |        |            |                                                              |

| Lodi settembre 1990 | Paesi Bassi | 3 – 7 | Spagna | PalaCastellotti |

| Lodi settembre 1990 | Paesi Bassi                 | 7 – 2 | Svizzera | PalaCastellotti\| Arbitro: \| Gary Black Jean-Loup Herent \| |
| Arbitro:            | Gary Black Jean-Loup Herent |       |          |                                                              |

| Lodi settembre 1990 | Portogallo | 2 – 2 | Spagna | PalaCastellotti |

| Lodi settembre 1990 | Portogallo | 8 – 1 | Svizzera | PalaCastellotti |

| Lodi settembre 1990 | Spagna                  | 10 – 1 | Svizzera | PalaCastellotti\| Arbitro: \| Van Lieshout Gary Black \| |
| Arbitro:            | Van Lieshout Gary Black |        |          |                                                          |

### Classifica
|    | Squadra        | PT | G | V | N | P | GF | GS  | Diff. |
| -- | -------------- | -- | - | - | - | - | -- | --- | ----- |
| 1. | Italia         | 16 | 8 | 8 | 0 | 0 | 76 | 7   | +69   |
| 2. | Spagna         | 13 | 8 | 6 | 1 | 1 | 96 | 12  | +84   |
| 3. | Portogallo     | 13 | 8 | 6 | 1 | 1 | 84 | 16  | +68   |
| 4. | Paesi Bassi    | 10 | 8 | 5 | 0 | 3 | 49 | 37  | +12   |
| 5. | Svizzera       | 7  | 8 | 3 | 1 | 4 | 35 | 41  | -6    |
| 6. | Francia        | 6  | 8 | 2 | 2 | 4 | 29 | 43  | -14   |
| 7. | Germania Ovest | 5  | 8 | 2 | 1 | 5 | 25 | 29  | -4    |
| 8. | Inghilterra    | 1  | 8 | 0 | 1 | 7 | 10 | 80  | -70   |
| 9. | Germania Est   | 1  | 8 | 0 | 1 | 7 | 17 | 156 | -139  |

## Campioni
| Campione d'Europa 1990 |
| ---------------------- |
| Italia 2º titolo       |